# Alba (comune italiano)
Alba (Alba anche in piemontese, Ârba in dialetto langarolo) è un comune italiano di 30 921 abitanti in provincia di Cuneo in Piemonte. Famosa in tutto il mondo principalmente per la Fiera del Tartufo Bianco, la Ferrero, la Miroglio e per essere la capitale delle Langhe, colline celebri in tutto il mondo per i loro vini.

## Geografia fisica

### Territorio

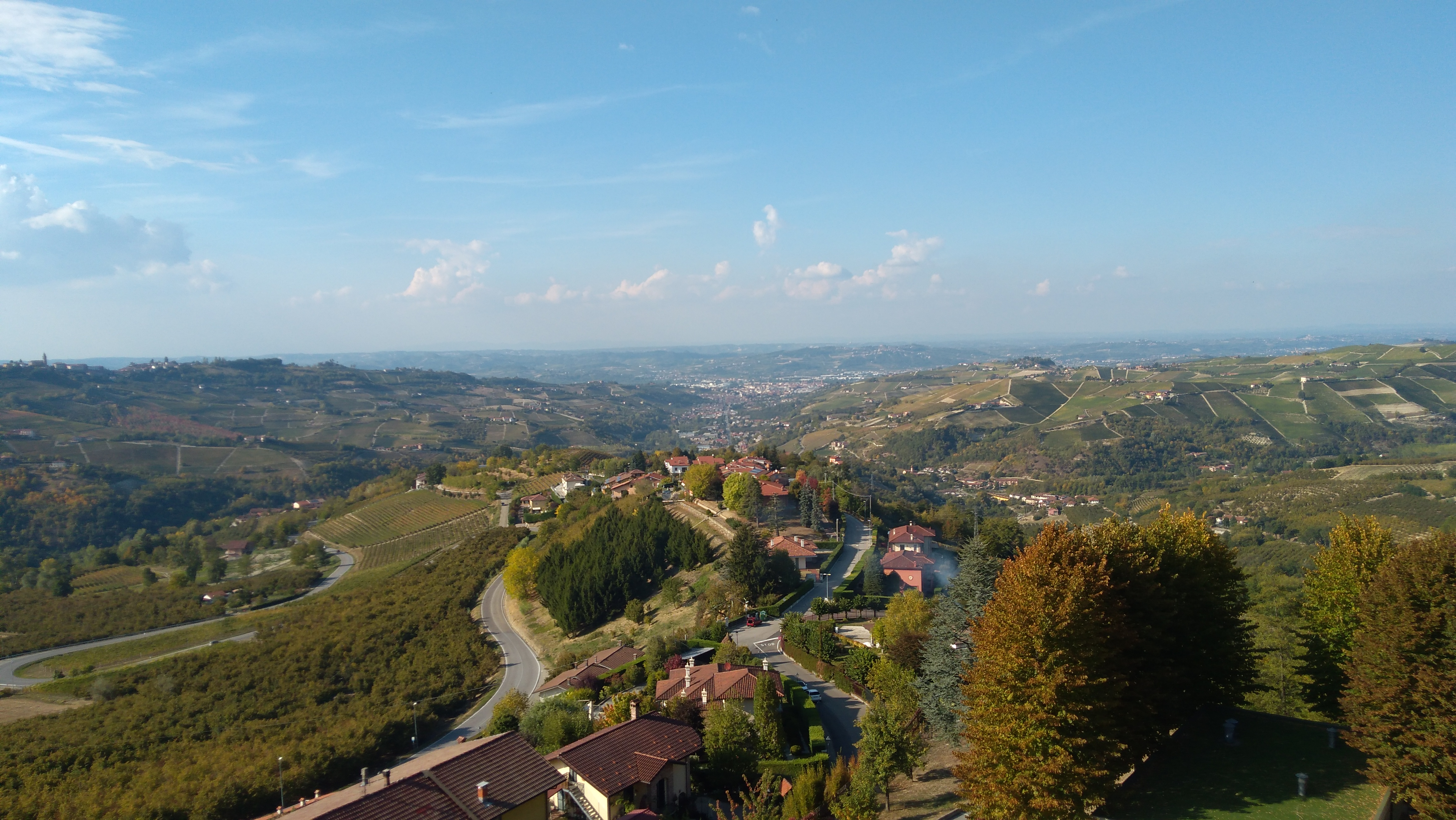
Alba in lontananza vista da Rodello

Situata a circa 50 km a sud-est di Torino e altrettanti a nord-est di Cuneo, Alba sorge, per gran parte, sulla riva destra del fiume Tànaro, su una vasta conca pianeggiante, a circa 170 m s.l.m., circondata dalle colline, ricche di vigneti, delle Langhe e del Roero.
Ha un clima tipicamente padano, con una siccità estiva un po' più pronunciata rispetto alle terre a nord del Po.

## Storia
La storia di Alba iniziò moltissimi anni fa, nel periodo del Neolitico, quando era abitata da una popolazione stanziale. Passò poi sotto la dominazione romana, dando alla luce anche l’imperatore Publio Elvio Pertinace, ma alla caduta dell'Impero romano il comune divenne debole e fu ripetutamente saccheggiato. Dopo il periodo romano furono edificate le mura medievali. Nel corso del XII secolo divenne comune e aderì alla Lega Lombarda, per poi allearsi con Carlo I d'Angiò. Durante il XVI secolo, invece, Alba fu teatro di violenti scontri tra francesi e spagnoli, che causarono molte vittime. In seguito alle guerre, e alla conquista del comune di Carlo Emanuele I di Savoia, giunse la peste, che portò un notevole calo demografico. Il Settecento fu invece un secolo di fioritura, in particolare dai punti di vista letterario e artistico. Al termine del secolo la città conobbe la Rivoluzione francese, che causò distruzione. La città venne ricostruita nell'Ottocento da Carlo Felice di Savoia, che insieme all'architetto Giorgio Busca fece costruire diversi edifici. Nel Novecento Alba fu costretta ad aderire al fascismo: nella città furono imprigionati 26 ebrei, che poi fuggirono. Durante la seconda guerra mondiale fu la prima repubblica partigiana in Italia, ottenendo per questo una medaglia d'oro al valor militare.

### Simboli
Lo stemma e il gonfalone della Città di Alba sono stati concessi con decreto del presidente della Repubblica del 12 settembre 2003.
Il gonfalone è un drappo di rosso.

### Onorificenze
Alba è tra le Città decorate al valor militare per la guerra di liberazione, per la sua attività nella lotta partigiana durante la seconda guerra mondiale, insignita della Medaglia d'oro al valor militare il 12 ottobre 1949.
La città marcò il suo contrasto con il fascismo fondando la Repubblica partigiana di Alba, esistita per 23 giorni nel 1944.

### Città Creativa UNESCO
Il 31 ottobre 2017 Alba è stata riconosciuta dall'UNESCO come Città Creativa per la Gastronomia.

## Monumenti e luoghi d'interesse

### Architetture civili

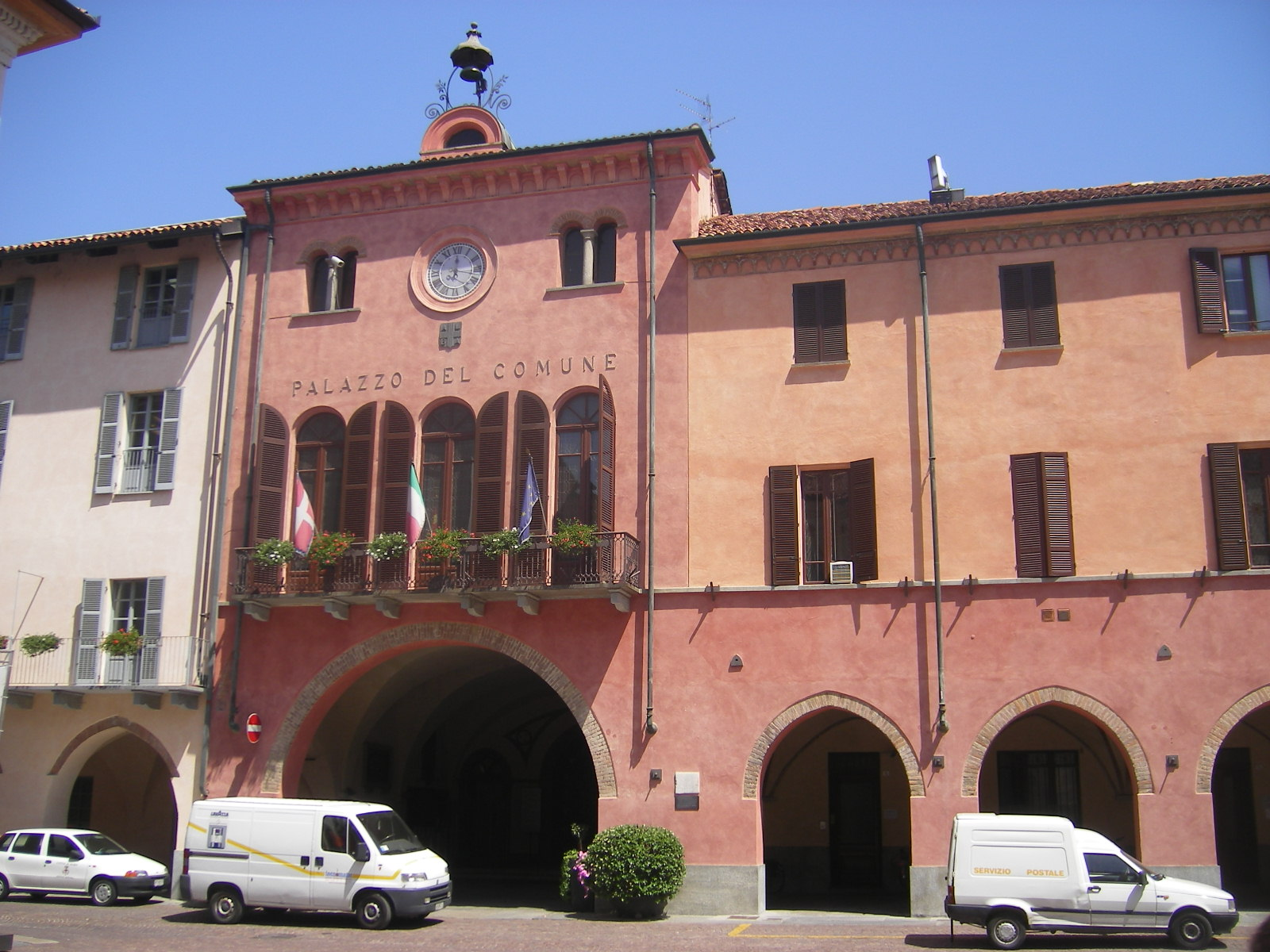
Il palazzo comunale

#### Palazzo del Comune
Il Palazzo Comunale sorge in Piazza Risorgimento, fulcro storico della città; è costruito su preesistenti edifici romani. All'interno, sulle pareti dello scalone principale, alcuni affreschi, provenienti dalla chiesa di San Domenico, tra cui spiccano una Pietà, risalente a fine '300, e un'Adorazione dei Magi. Nel salone del consiglio vi sono dipinti importanti: una tavola raffigurante la Vergine con il Bambino, di Macrino d'Alba, risalente al 1501; una pala con Madonna e Bambino tra san Giuseppe e sant'Anna, il Concerto, attribuito a Mattia Preti.

#### Palazzo degli uffici giudiziari
Situato nel grande piazzale Medford, vicino al Palazzo delle Mostre e dei Congressi, è in pietra di Langa, opera degli architetti Gabetti e Isola.

#### Via Cavour
È una delle principali arterie del centro storico cittadino; conserva un impianto tipicamente medievale. A sinistra, sulla piccola piazza San Francesco, l'ex Palazzo del Tribunale, sede dell'Istituto Magistrale, nel luogo su cui venne eretta la chiesa di San Francesco. Lungo via Cavour vi sono la Casaforte Riva e la Loggia dei Mercanti, che consta di tre grandi archi esterni, poggianti poco al di sotto del piano stradale, e di altre arcate minori, che si intravedono nello scantinato.

#### Via Vittorio Emanuele
Da sempre via principale di Alba; chiamata, dagli albesi, anche Via Maestra; incomincia da piazza Risorgimento e attraversa tutto il centro storico. È espressione di stili architettonici diversi, dal medioevale al liberty. Al nº 11 si trova Casa Fontana, caratterizzata da un fregio rinascimentale in formelle di cotto, che si articola tra il primo e il secondo piano della facciata: si possono osservare suonatori, dame e cavalieri, che danzano tra ghirlande di fiori. Degni di nota anche il Palazzo Serralunga e il Palazzo dei Conti Belli, al nº 18.

#### Le Torri
Alba era nota come città delle cento torri, tutte costruite nel XIV e XV secolo; ne rimangono poche (le meglio conservate sono quelle tra piazza Risorgimento e via Cavour); fra quelle rimaste, molte sono state abbassate al livello dei tetti o incorporate negli edifici.
- In via Calissano si trova una di queste torri, ora abbassata quasi al livello dei tetti adiacenti: Torre di Casa Chiarlone, con una base che appoggia a livello stradale, adornata con una porta lignea risalente al XVIII secolo.
- Nonostante l'aspetto imponente, Palazzo Marro, che si affaccia su Piazza San Giovanni, viene considerata una delle cento torri.

#### Caffè Calissano
Il Caffè Calissano è uno storico locale collocato nei portici di Piazza del Duomo. Fondato nella seconda metà dell'Ottocento da Luigi Calissano, proprietario di una distilleria, ebbe clienti come Cesare Pavese, Beppe Fenoglio, Pinot Gallizio e i campioni di pallapugno, lo sport cittadino. Nel 1986, l'architetto Maurizio Saracco restaurò il Caffè e fece accorpare le aree di un locale adiacente, ove si può ammirare un affresco seicentesco.

### Architetture religiose

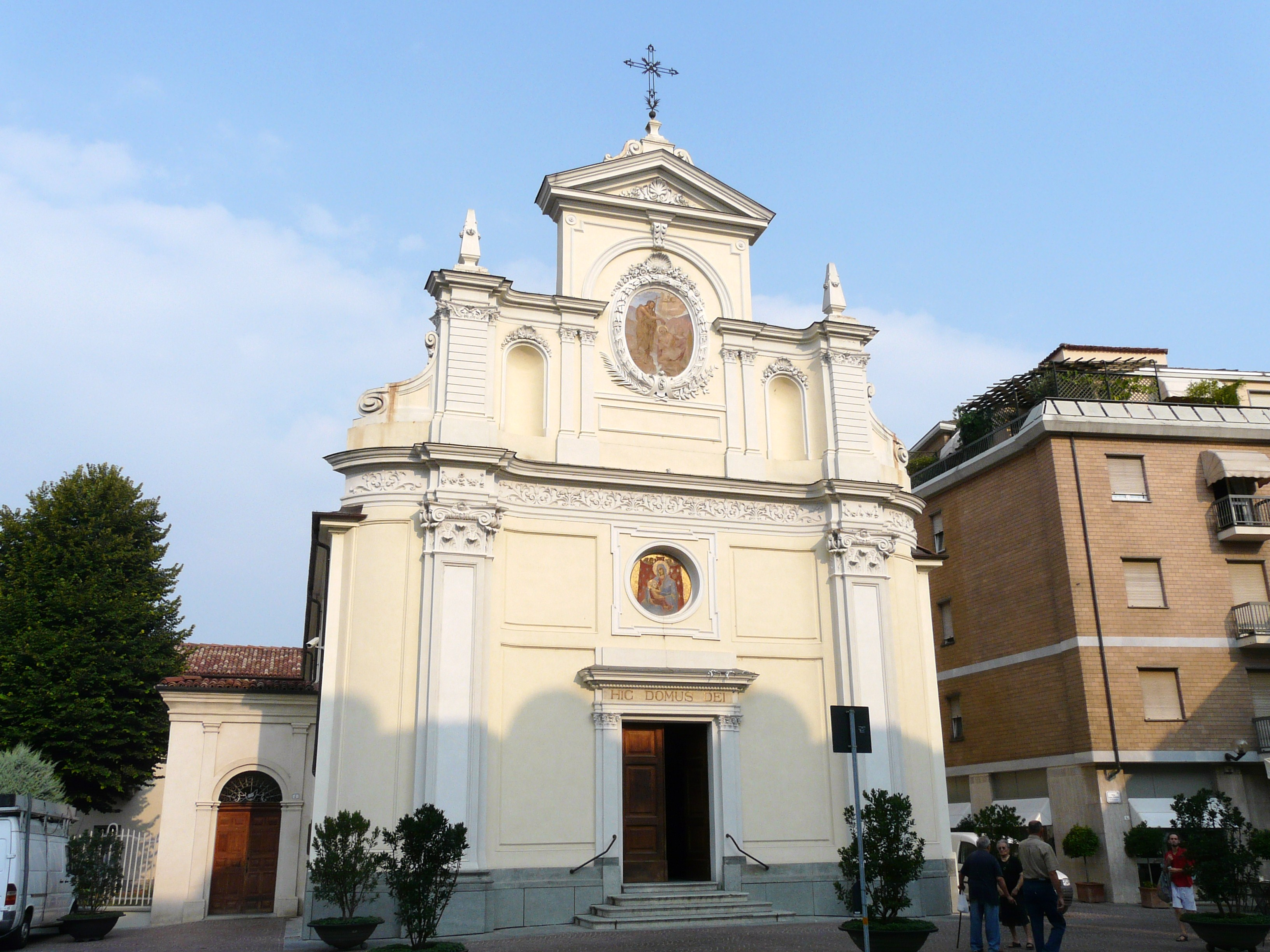
La chiesa di San Giovanni Battista

#### Chiesa di San Giovanni Battista
In questa chiesa sono conservate diverse opere d'arte, tra cui una Madonna con il Bambino, risalente al 1377, di Barnaba da Modena;, un'Adorazione, di Macrino d'Alba, del 1508; una tavola, proveniente dalla bottega del Macrino, raffigurante la Vergine con il Bambino tra sant'Agostino e santa Lucia.

#### Duomo

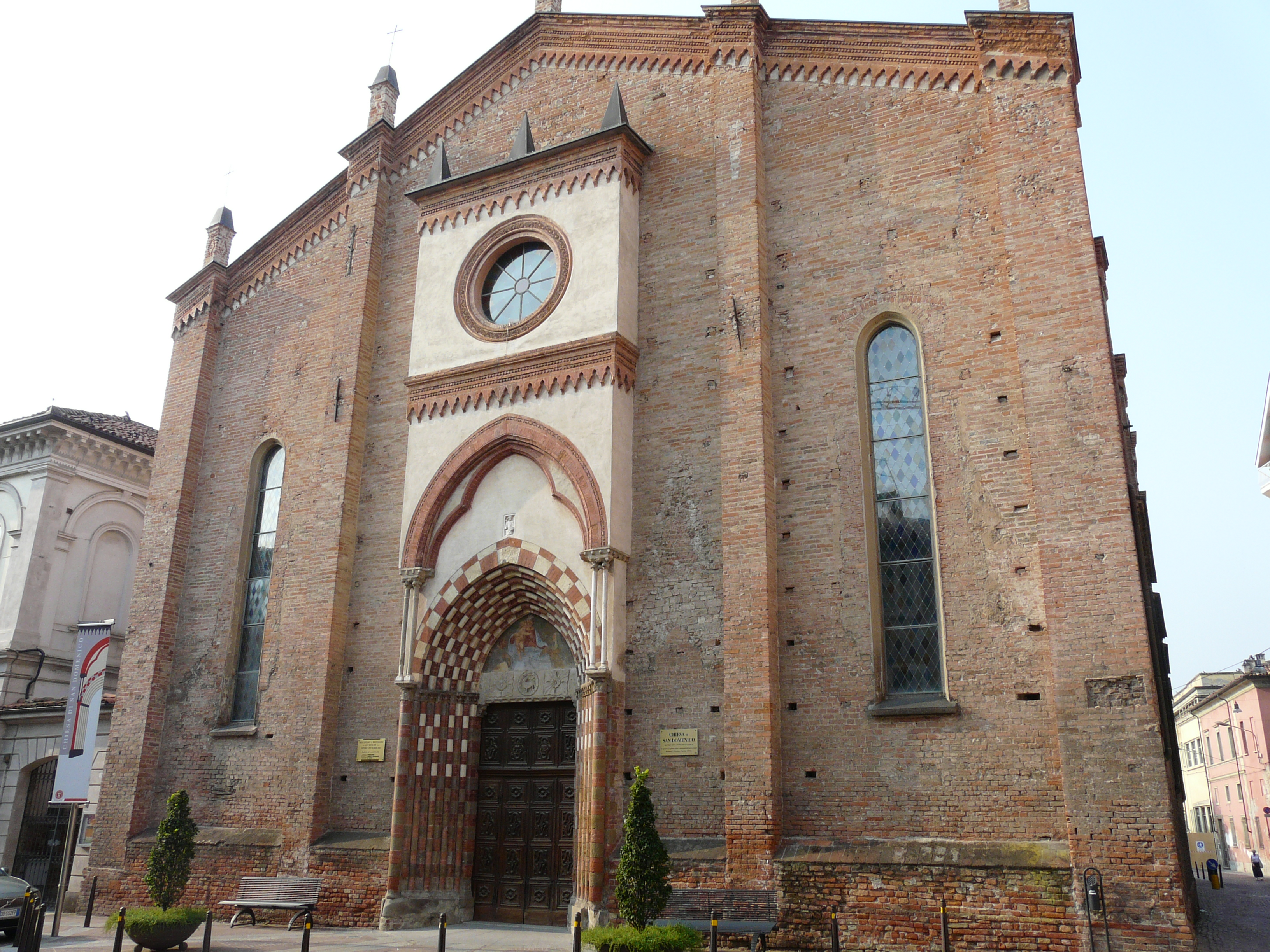
La chiesa di San Domenico

#### Chiesa di San Domenico
Sulla piazzetta vicina a Via Calissano vi è la Chiesa di San Domenico, del '200 o '300, i cui restauri sono stati ripresi verso la fine degli anni '70, grazie all'interessamento della "Famija Albèisa", che l'ha riportata agli antichi splendori. La chiesa - sebbene sia ancora consacrata e vi venga, sporadicamente, celebrata messa - è spesso sede di mostre e concerti.

#### Chiesa di Santa Caterina
Adiacente alla chiesa di San Domenico; la sua edificazione, in stile barocco, è del '700; la facciata è divisa, nella parte superiore, in 3 sezioni, con lesene, archi, fregi e simboli vari. Il portale è in arenaria con architrave e volute.

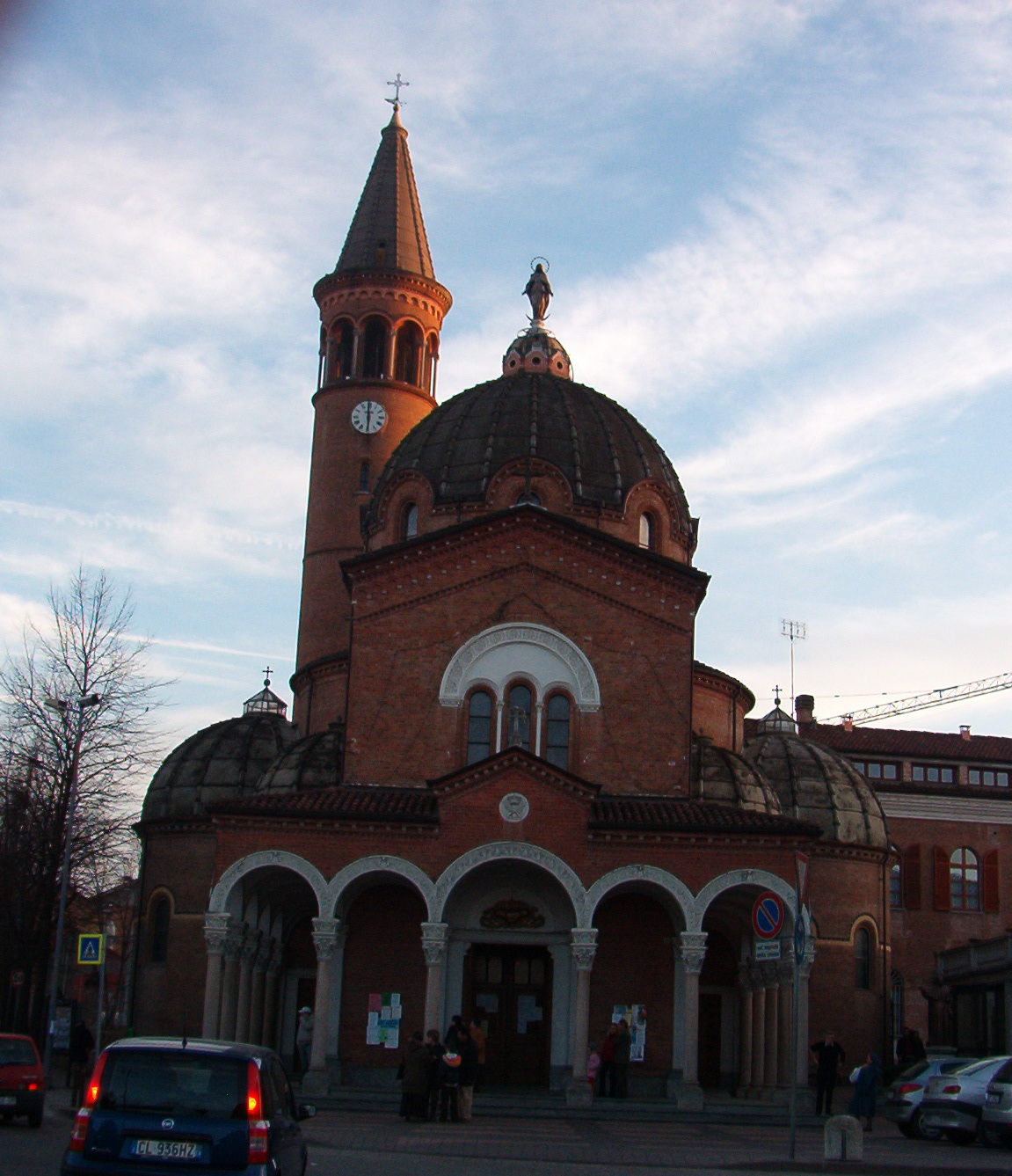
Santuario Nostra Signora della Moretta.

#### Chiesa di Santa Maria Maddalena
È in via Vittorio Emanuele, quasi di fronte a quella dei Santi Cosma e Damiano. Fu, per buona parte del '700, utile al Monastero delle domenicane; fu meta di pellegrinaggi di fedeli, che vi si recavano per visitare le spoglie della beata Margherita di Savoia. Il portale ha 18 pannelli scolpiti in noce; nel presbiterio si trova l'altare maggiore, con cornice ovale, all'interno della quale vi è il dipinto della Maddalena; infine il coro con la volta affrescata con scorci di prospettive architettoniche barocche.

#### Chiesa dei Santi Cosma e Damiano

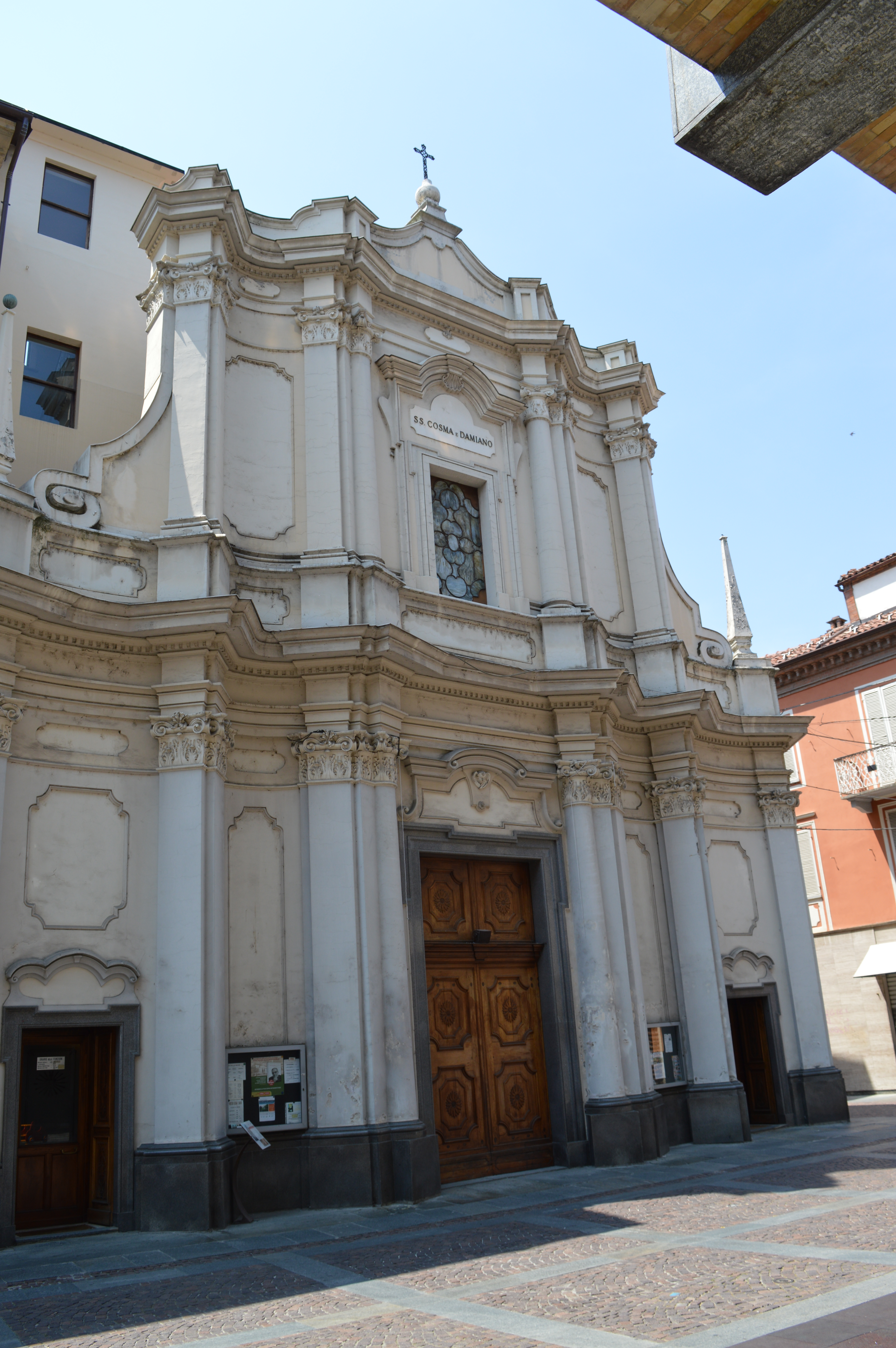
Chiesa dei Santi Cosma e Damiano

È in via Vittorio Emanuele, vicina a quella di Santa Maria Maddalena. Fu edificata su resti di mura romane; di origine molto antica, viene per la prima volta menzionata in documenti del '200. Nel 1760 venne completamente ricostruita, dalle fondamenta, in stile barocco, su progetto di Carlo Emanuele Rangone di Montelupo. Durante gli scavi venne alla luce, alla profondità di circa tre metri un pavimento a mosaico bianco e nero, un medaglione in bronzo con l'effigie dell'imperatore Marco Aurelio.

#### Chiese del XX secolo
- Tempio di San Paolo, sull'omonima piazza, edificato nel 1925, su progetto dell'architetto Giuseppe Gallo; arricchito, negli anni successivi, da un portale in bronzo fuso, opera dello scultore Narciso Cassino.
- Chiesa di Cristo Re, costruita nel 1956, per opera dell'architetto Dellapiana, a pianta rettangolare, con unica navata e 2 corridoi laterali.
- Santuario di Nostra Signora della Moretta,[13] costruito nel 1905, grazie ai padri giuseppini di Asti, su un sito in cui, in precedenza, era stato edificato un piccolo pilone votivo.

### Altri luoghi e monumenti di interesse
- Chiesa di San Giuseppe, in via Vernazza
- Ospedale di San Lazzaro, costruito per la cura dei lebbrosi e dei malati infettivi.

#### Ospedaletto Infantile Caleria Vacquer-Paderi
Nel 1895 Luigi Vaquer–Paderi istituisce, nell'ambito dell'Ospedale San Lazzaro di Alba, l'Ospedaletto Infantile Caleria Vacquer-Paderi, ove curare, dalle malattie infettive, bambini di ogni nazione, in memoria della moglie, figlia dei nobili Adolfo de Roberti, Consigliere di Stato dell'Imperatore di Russia, e Olga Noinskji di San Pietroburgo. La donazione Vaquer-Paderi e de Roberti-Noinskji, oltre all'ospedaletto infantile, comprendeva alcuni gabinetti scientifici dell'Ospedale civile; risultò innovativa, per l'epoca, e riguardò la città di Alba in quanto il Vaquer-Paderi, della Brigata Granatieri di Sardegna, mentre comandava la piazza militare di Alba, perse la giovanissima moglie, cui dedicò anche una scuola infantile in Villanovafranca (CA); insieme a lei fu seppellito nelle tombe speciali del cimitero di Alba. Nell'Archivio storico dell'Ospedale Civile San Lazzaro di Alba, oltre a molto materiale sulla donazione, esistono i resoconti dei bambini ammalati, ricoverati presso l'Ospedaletto negli anni dal 1910 al '15.

## Società

### Evoluzione demografica
Durante gli anni '60 e '70 (Boom economico) la popolazione cittadina è raddoppiata (da 16 000 a 32 000), mentre in 150 anni (dal 1861 al 2011) è triplicata. Abitanti censiti

### Etnie e minoranze straniere
Al 31 dicembre 2017 i cittadini stranieri residenti ad Alba sono 3 801. Le comunità più numerose sono:
1. Romania, 1 571
2. Marocco, 466
3. Albania, 374
4. Repubblica di Macedonia, 291
5. Bulgaria, 147
6. Tunisia, 111
7. Cina, 106
8. Moldavia, 58
9. Senegal, 58
10. Bangladesh, 49
11. Brasile, 48
12. Nigeria, 44
13. Bosnia ed Erzegovina, 42
14. Ucraina, 31
15. Filippine, 29
16. Polonia, 29
17. Russia, 27
18. Repubblica Dominicana, 20

### Qualità della vita
Nel 2009 Alba si è classificata al 1º posto per qualità della vita tra i comuni italiani con una popolazione superiore ai 10 000 abitanti.

## Cultura

### Università e istruzione

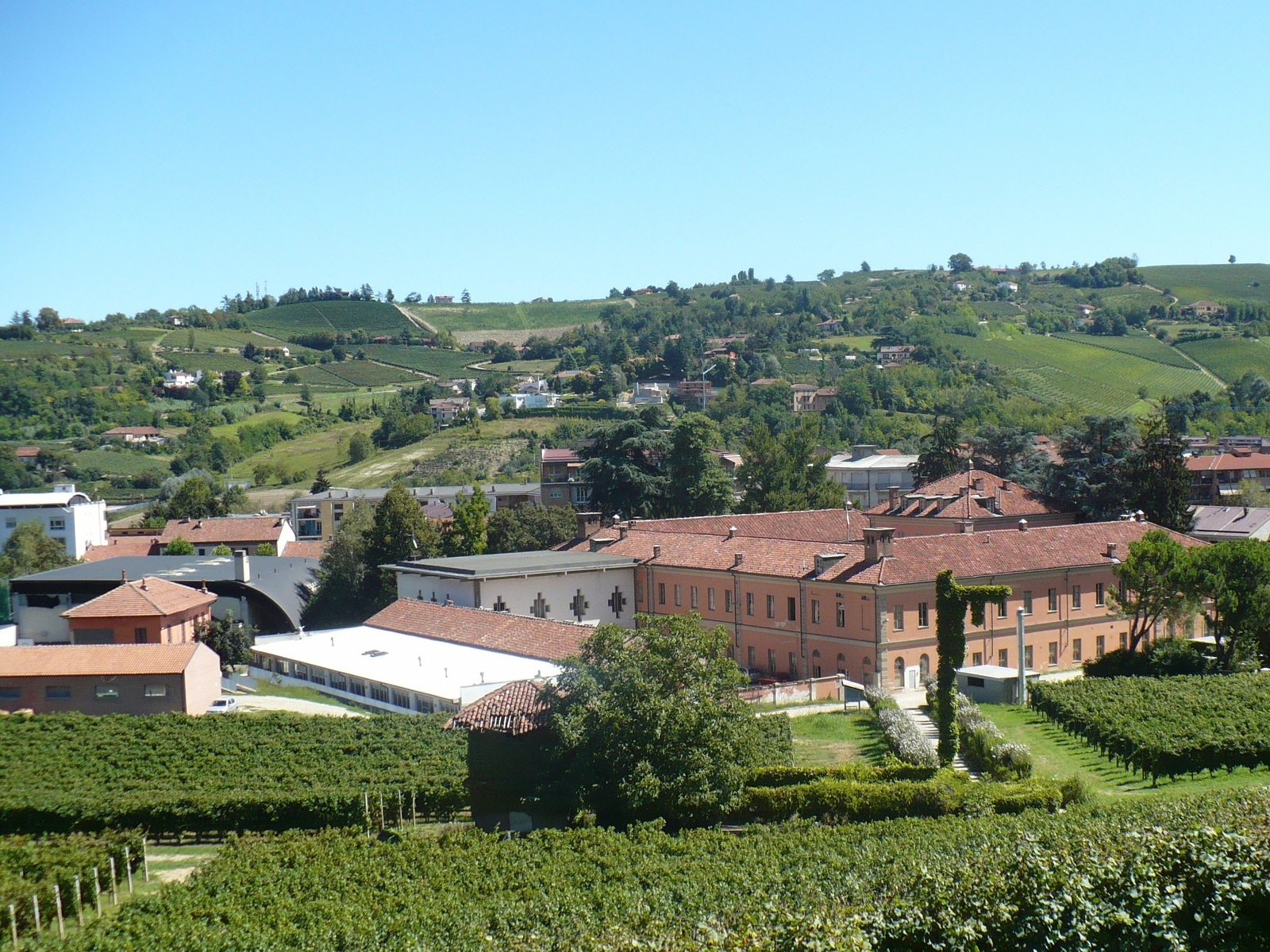
La Scuola enologica di Alba vista dall'edificio universitario.

Ad Alba hanno sede 44 scuole pubbliche e private di ogni ordine e grado, statali, paritarie e non paritarie. La città è altresì sede del corso di laurea triennale in Viticoltura ed Enologia dell'Università degli Studi di Torino.

### Scuola Enologica di Alba
Ad Alba si trova una delle 11 Scuole Enologiche italiane, fondata nel 1881: l'Istituto Tecnico Agrario "Umberto I". Nel complesso della Scuola enologica vi è la sede del corso di laurea in Viticoltura ed Enologia dell'Università degli Studi di Torino; i laboratori chimici, enologici e microbiologici sia dell'Istituto sia universitari.
Nelle vecchie scuole elementari della frazione Biglini si tiene un corso di laurea in Scienze infermieristiche dell'Università degli Studi del Piemonte Orientale "Amedeo Avogadro".
In città esiste un centro di formazione professionale, "Apro formazione professionale", fondato nel 1958, da mons. Giovanni Battista Gianolio.

### Liceo Classico Giuseppe Govone
Vi ha sede uno dei licei storici italiani, il Liceo Classico "Giuseppe Govone" istituito con deliberazione del 15 febbraio 1882 dal Consiglio Comunale di Alba. Fu frequentato dallo scrittore Beppe Fenoglio, dal progettista Fiat Dante Giacosa e dal chirurgo Achille Mario Dogliotti; vi insegnarono personalità della cultura come Pietro Chiodi, Leonardo Cocito, il critico letterario Giuseppe Petronio. Il Liceo "Govone" è inoltre 1 dei 5 licei internazionali italiani e rilascia il doppio diploma italiano e francese.

### Accademia di Belle Arti
In Piazza San Paolo ha sede, da ottobre 2019, la Libera Accademia d'Arte Novalia (precedentemente sita a Savigliano), che propone un percorso di formazione triennale nelle arti visive, con particolare attenzione alla pittura e all'illustrazione.

### Biblioteche
- Biblioteca civica Giovanni Ferrero, fondata nel 1960
- Biblioteca diocesana, fondata nel 1656[21]

### Museo civico archeologico e di scienze naturali "Federico Eusebio"
Il Museo Federico Eusebio è il più importante museo cittadino. Include due sezioni, dedicate all'esposizione del patrimonio archeologico del territorio e alla documentazione della sua storia naturale.
Creato su iniziativa di Federico Eusebio - nato ad Alba, da una famiglia originaria di Magliano Alfieri, nel 1897 - e istituito nel municipio della città di Alba. Il primo ritrovamento importante a trovare accoglienza, in quel che poi divenne il museo, fu un monumento sepolcrale, dedicato a Didio Vicario, che si aggiunse a un gruppo di oggetti di notevole valore archeologico. Negli anni successivi si aggiunsero due collezioni private - la Raccolta Fontana e la Collezione Sotteri - e la serie di reperti preistorici, donati dal Traverso. Nel 1947 venne inaugurata una nuova sede, in un locale del Liceo Ginnasio. Nel 1976 si trasferirono i reperti nella sede definitiva, situata nell'ala ottocentesca di un ex convento del cortile della Maddalena. Sempre nel '76 - anno in cui il museo incominciò a funzionare con criteri moderni - venne aperta al pubblico una sezione dedicata alla storia naturale.
Fra gli oltre mille ritrovamenti archeologici, custoditi nel museo, vi sono una grande tomba dell'Età del rame, ritrovata in Corso Europa (III millennio a.C.); un cippo funerario marmoreo, di epoca romana; oltre un migliaio oggetti di uso quotidiano, risalenti all'Età Neolitica (lucerne, balsamari, vasellame, monete, eccetera).
La sezione di scienze naturali del museo è suddivisa in piccole sotto-sezioni, dedicate alla documentazione di geologia, zoologia, botanica. Una sezione antropologica (raramente aperta al pubblico), include reperti umani, ritrovati negli scavi archeologici avvenuti nel territorio.

### Media

#### Stampa
- Gazzetta d'Alba[26]
- Il Corriere di Alba, Bra, Langhe e Roero.

#### Radio
- Radio Alba

### Teatro Sociale "G. Busca"
Fu inaugurato nel novembre 1855, su progetto dell'architetto Giorgio Busca. Il Teatro, allora chiamato “Perucca” — attivo con spettacoli di prosa, concerti, opere liriche — fu poi dichiarato “pericoloso” e chiuso definitivamente nel 1933. Solo verso la fine degli anni '60 la struttura viene riconosciuta come “edificio di valore storico” e si ripensa a un suo utilizzo. Nel 1997 sono terminati i lavori di restauro, cosicché il Teatro viene re-inaugurato il 1º ottobre, con un concerto del cantautore astigiano Paolo Conte. I lavori aggiungono alla sala storica, strutturata a "ferro di cavallo", una nuova sala, con struttura "a ventaglio", dalla capienza di 618 posti. Le due sale si affacciano sullo stesso palcoscenico, in modo che il Teatro G. Busca, in occasione di eventi speciali, può contare sull'apertura di entrambe le sale, portando così la sua capienza totale a 916 posti.

### Cucina
Numerosi sono i piatti in cui compare il tartufo bianco di Alba: per esempio i tajarin (le tagliatelle piemontesi) e la fonduta.
Il carpaccio di carne cruda detto carne all'albese.
Tra le altre ricette si possono ricordare il brasato al barolo, il vitello tonnato e il rôstôn.
Tra i dolci troviamo le pesche ripiene, la torta di nocciole delle Langhe, le paste di meliga, il 'bunèt'.
I disné dra Langa, i pranzi importanti; i disné 'd Carvé, o pranzi di Carnevale, la dra leva o dei coscritti, dra spusa o della sposa, dr'uva o della vendemmia, d'er massé er cr-crin o dell'uccisione del maiale, d'j servitò o dei servitori, e infine d'er particolar o del proprietario agricolo, sono la certezza di una tradizione culinaria.

### Eventi

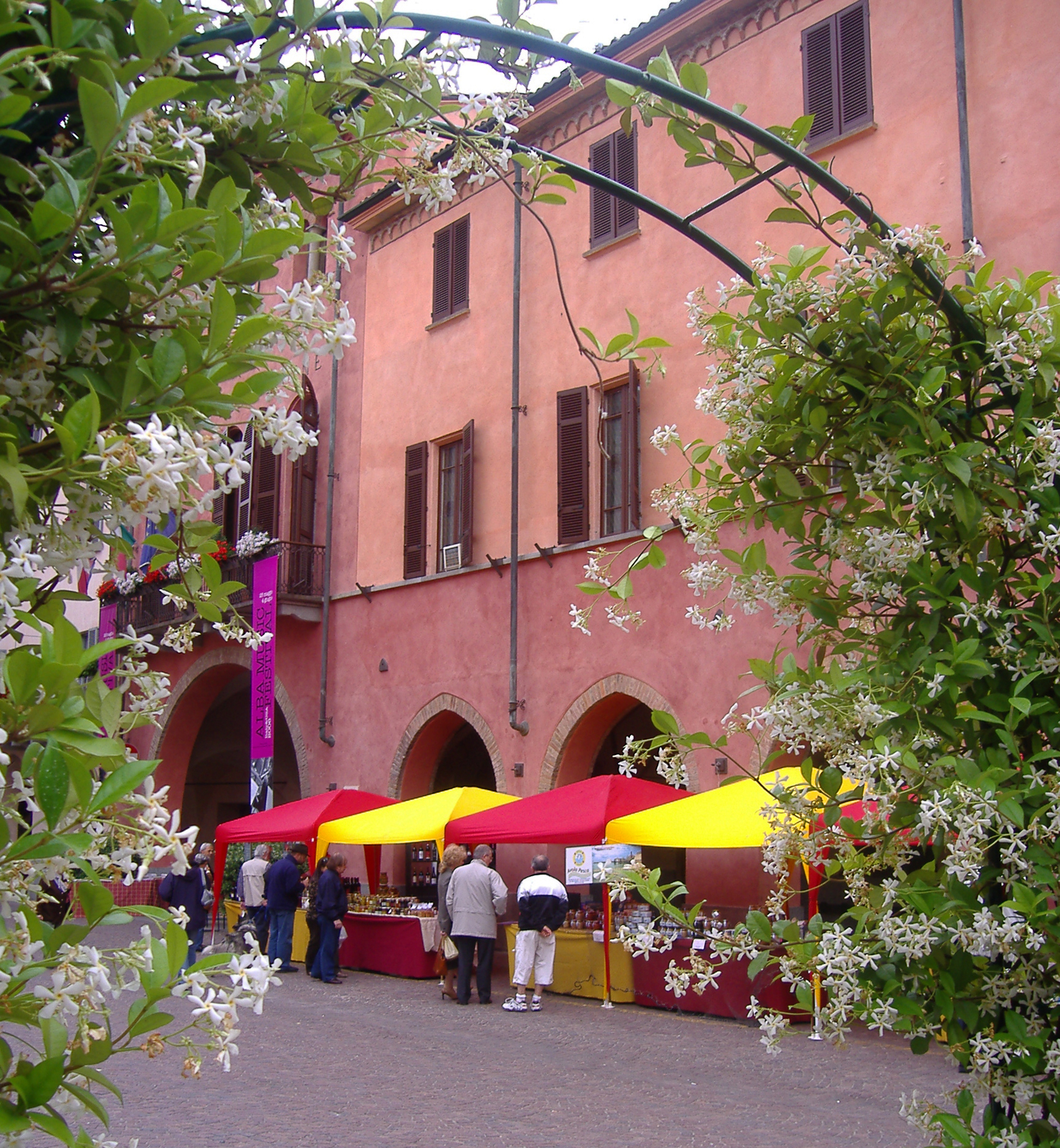
Alba, Piazza Risorgimento, Feste Fiorite 2007

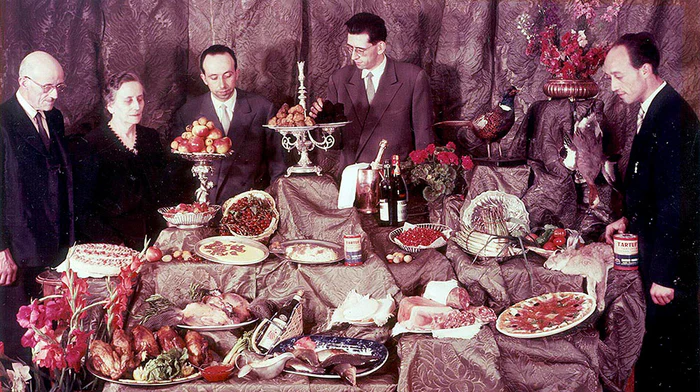
Giacomo Morra

- Giacomo MorraGiacomo MorraFiera del Tartufo Bianco; si svolge, ogni anno, in ottobre; è organizzata dall'Ente Fiera di Alba. Nata come manifestazione collaterale alla Festa della Vendemmia grazie all'intuito di Giacomo Morra, nel 1928 la Fiera del Tartufo d'Alba ha assunto, nel tempo, la fisionomia di grande evento, di portata nazionale. Ogni anno gli organizzatori della Fiera donano il migliore esemplare di tartufo a un personaggio famoso, invitato sul posto. Tra gli ospiti della Fiera Joe DiMaggio, Alfred Hitchcock, Marilyn Monroe, Fārūq I d'Egitto, Ugo Tognazzi, Alain Delon, Gérard Depardieu, Gianfranco Fini. Nel 2007 la manifestazione ha ottenuto il titolo di Fiera Internazionale del Tartufo Bianco d'Alba. Collateralmente alla Fiera si svolgono, in vari punti della città, numerosi eventi culturali e spettacolari.[27]

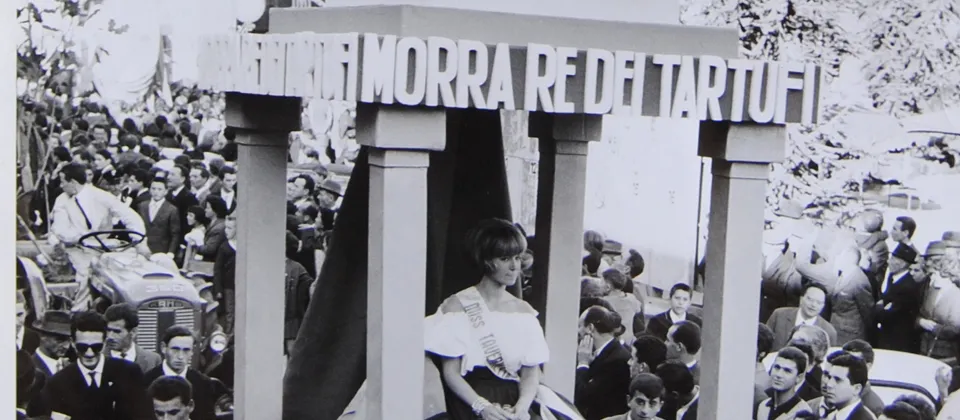
Giacomo Morra

- Feste Fiorite; dal 2005 si svolgono, ogni anno, nell'ultimo fine settimana di maggio, nella Piazza del Duomo di Alba. Oltre al Mercatino Aleramico, che propone prodotti enogastronomici del territorio, si tengono concerti, spettacoli di danza e di teatro.
- Alba Music Festival, Italy&USA, Alba Music Festival; dal 2004 si svolge, in 2 settimane, tra maggio e giugno e in 3 settimane tra fine luglio e inizio agosto. Oltre 50 concerti con solisti, orchestre, recital, musicisti, seminari, work-shop e altro.[28]
- Il Palio degli Asini e Giostra delle Cento Torri, la prima domenica di ottobre.
- La fiera d'ottobre è una rassegna di tutto quello che Alba offre.
- la manifestazione primaverile "Vinum".
- International Jazz Day - Alba, dal 2013, il 30 aprile con la direzione artistica del musicista albese Filippo Cosentino viene allestito un programma di concerti per i festeggiamenti della giornata mondiale del jazz[29].

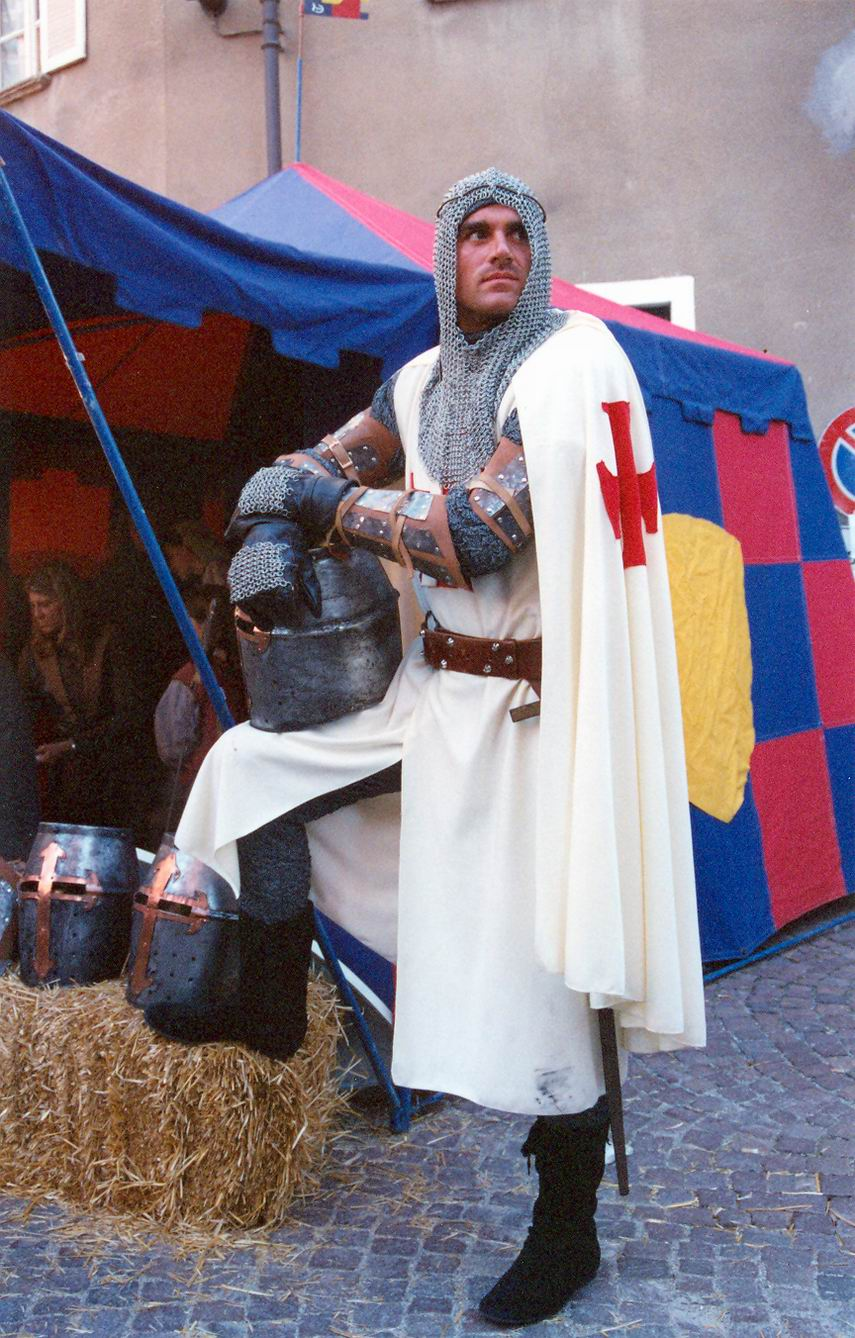
Palio di Alba, il crociato
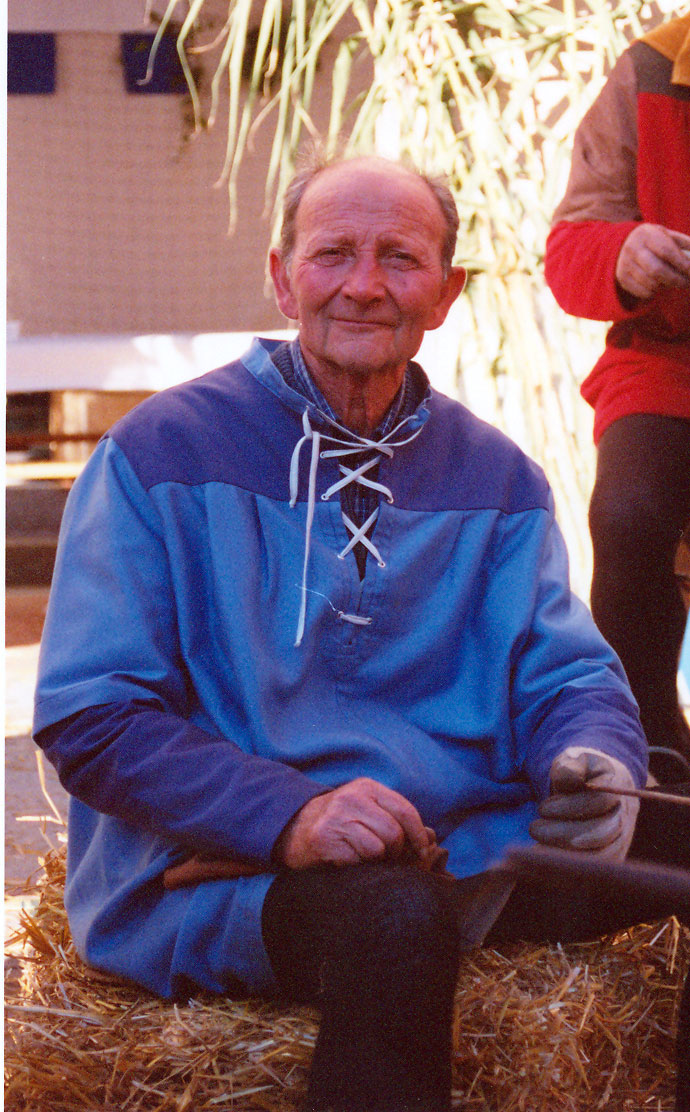
Palio di Alba, l'artigiano

- Ad Alba si tengono mostre ed esposizioni, al Palazzo Mostre e Congressi Giacomo Morra

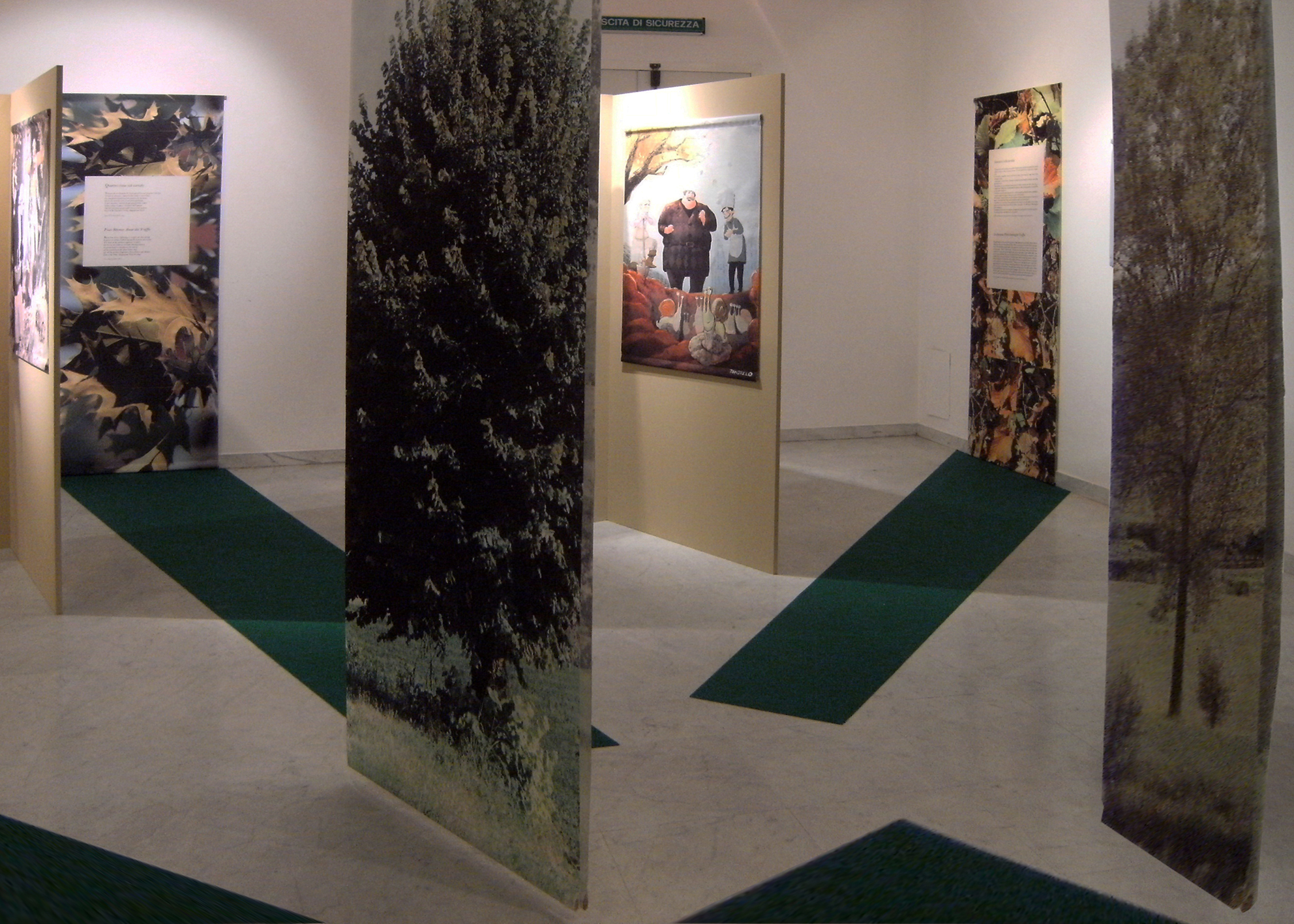
Palazzo Mostre e Congressi di Alba, "Le Favole del Tartufo", 2009, mostra a cura di G. Berti e R. Molinari, allestimento dell'ArtStudioLetizia.

## Economia

### Agricoltura
Notevole rilevanza ha il settore vitivinicolo: nella zona di Alba si contano ben 290 aziende che coltivano una superficie di 700 ettari di terreno producendo, in media ogni anno, 61200 hl di vino.
I vini albesi si dividono in:
- DOC: Barbera, Dolcetto, Nebbiolo
- DOCG: Barbaresco, Moscato, Barolo

Alba è inoltre famosa in tutto il mondo per i suoi tartufi bianchi e vi si svolge l'annuale Fiera del Tartufo.

### Industria
Tra le principali industrie del territorio albese vi sono:
- Ferrero, una delle più importanti aziende dolciarie al mondo;
- Miroglio, leader nel settore tessile e proprietaria di diversi marchi d’abbigliamento;
- Mondo, specializzata in pavimentazioni sportive, civili e in giocattoli.

Ad Alba ha inoltre sede la banca di credito cooperativo più grande d'Italia per numero di soci — la Banca d'Alba — e la catena di distribuzione alimentare internazionale Eataly. Vi è stata inoltre fondata la UniEuro, catena di negozi specializzati in prodotti di informatica, telefonia ed elettrodomestici.

### Artigianato
Importante è la lavorazione locale del ferro battuto, finalizzata soprattutto alla produzione di cancelli e porte.

### Servizi
Ad Alba si trova la sede di Egea, azienda multiservizi del territorio.

## Infrastrutture e trasporti

### Strade, autostrade
Alba è transitata dalla SS 231 e dalla SR 29 per Cortemilia-Savona e Torino. Numerose strade provinciali collegano la città con i tanti paesi dell'area urbana.
Dagli anni settanta è in funzione la tangenziale che si collega alla strada statale 231 di Santa Vittoria e alla provinciale 3bis per Barolo. Tale tangenziale si è connessa nel 2005 con l'autostrada A33 Asti-Cuneo in direzione Asti (crocevia dell’autostrada A21 Torino-Piacenza-Brescia). Dal 2023 è stato aggiunto un secondo collegamento verso l’ospedale di Verduno. Infine dal 2025 sarà aperto il totale tratto, autostradale sino a Cuneo attraverso l’interconnessione con l'Autostrada A6 Torino-Savona permettendo il veloce raggiungimento di Cherasco, Bra e Marene.

### Ferrovie
La città è servita dal Servizio ferroviario metropolitano di Torino linea 4 sulla Ferrovia Alessandria-Cavallermaggiore. Ci sono due stazioni: una in centro, una nella frazione Mussotto.

### Mobilità urbana
Ad Alba sono operative 7 linee urbane di autobus, operati da Granda Bus, e numerosi collegamenti extraurbani, operati da GTT e Bus Company.
In passato fu in esercizio una linea filoviaria per Barolo.

## Amministrazione
| Periodo        | Periodo        | Primo cittadino   | Partito                                     | Carica  | Note   |
| -------------- | -------------- | ----------------- | ------------------------------------------- | ------- | ------ |
| 3 ottobre 1977 | 7 maggio 1990  | Tomaso Zanoletti  | Democrazia Cristiana                        | Sindaco |        |
| 7 maggio 1990  | 23 aprile 1995 | Enzo Demaria      | Democrazia Cristiana                        | Sindaco |        |
| 23 aprile 1995 | 28 giugno 1999 | Enzo Demaria      | Partito Popolare Italiano (centro-sinistra) | Sindaco |        |
| 28 giugno 1999 | 14 giugno 2004 | Giuseppe Rossetto | Polo per le Libertà (centro-destra)         | Sindaco | [ 33 ] |
| 14 giugno 2004 | 22 giugno 2009 | Giuseppe Rossetto | Casa delle Libertà (centro-destra)          | Sindaco | [ 34 ] |
| 22 giugno 2009 | 26 maggio 2014 | Maurizio Marello  | Partito Democratico (centro-sinistra)       | Sindaco | [ 35 ] |
| 26 maggio 2014 | 27 maggio 2019 | Maurizio Marello  | Partito Democratico (centro-sinistra)       | Sindaco | [ 36 ] |
| 27 maggio 2019 | 11 giugno 2024 | Carlo Bo          | Forza Italia (centro-destra)                | Sindaco | [ 37 ] |
| 11 giugno 2024 | "in carica"    | Alberto Gatto     | Partito Democratico (centro-sinistra)       | Sindaco | [ 38 ] |

### Gemellaggi
Alba è gemellata con:
- Medford, dal 16 maggio 1960
- Banská Bystrica, dal 1969
- Böblingen, dal 1984
- Beausoleil, dal 1995
- Arlon, dal 1º marzo 2004
- Sant Cugat del Vallès, dal 7 febbraio 2007

## Sport

### Ciclismo
Alba è stata, per varie volte, sede di arrivo di tappa del Giro d'Italia: la prima nel '68, vinta da Guido Reybrouck e la seconda nel 2004, vinta da Alessandro Petacchi.
Nel 2011 ha nuovamente ospitato il Giro d'Italia. È stata città di partenza della 2ª tappa.
Nel 2014 ha ospitato la tappa a cronometro, del giro d'Italia, Barbaresco-Barolo, vinta dal colombiano Rigoberto Uran Uran.
Nel 2020 ha ospitato nuovamente il Giro d'Italia: è stata la città di partenza della 20ª tappa.

### Calcio
La principale squadra di calcio della città è l’Alba Calcio che milita in Eccellenza. La storica Associazione Sportiva Albese Calcio milita in Promozione, mentre altre squadre di calcio della città sono l’Area Calcio Alba Roero, in Prima Categoria, l'Accademia Calcio Alba e il Lions United Alba, entrambe in Terza Categoria.
Altra importante squadra di Alba era la A.S.D. Femminile Alba; nel 2011 ha vinto le Olimpiadi delle Città Gemelle, nel 2013 ha conquistato il proprio posto in serie B. La società si è sciolta nel luglio 2015; attualmente l'unica squadra femminile di Alba è la A.S.D Futura Langhe di Alba, creata il 14 luglio 2015.
La città ospitò, nell'inverno 1942 (a causa dei bombardamenti sulla città di Torino, durante la seconda guerra mondiale), la Juventus-Cisitalia. La squadra usò come centro d'allenamento la villa Sorano, di proprietà della famiglia vinicola Bonardi, fino alla primavera 1943, durante la fase finale del 43º campionato nazionale.

### Pallapugno
La squadra di pallapugno di Alba è tra le migliori d'Italia. Detiene il primato di campionati italiani vinti, che sono 18, dei quali 5 consecutivi tra il 1947 e il 1951. Lo sferisterio Alessandro Mermet è la struttura dove si disputano le partite di questo sport.

## Galleria d'immagini

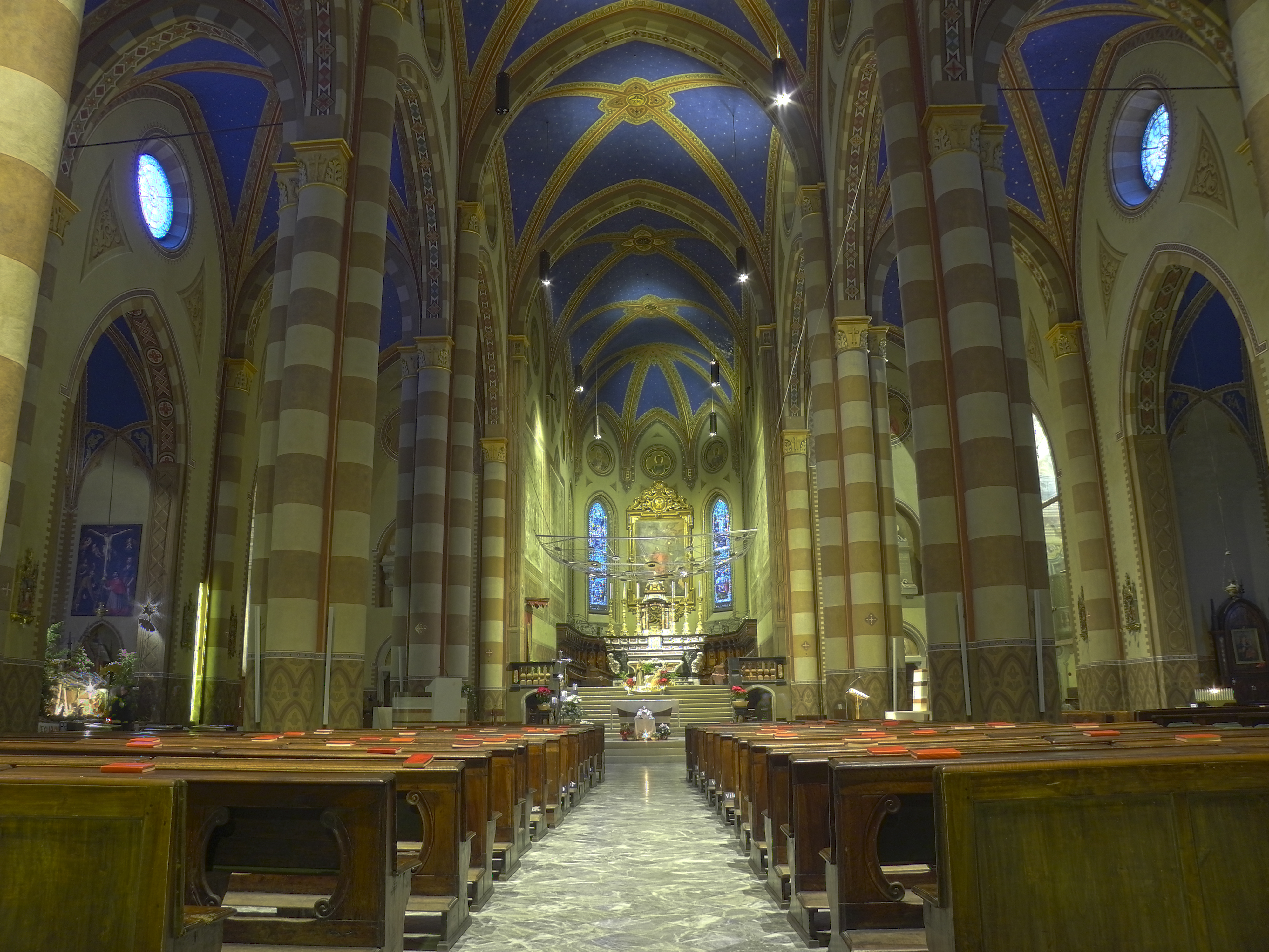
Interno del Duomo.
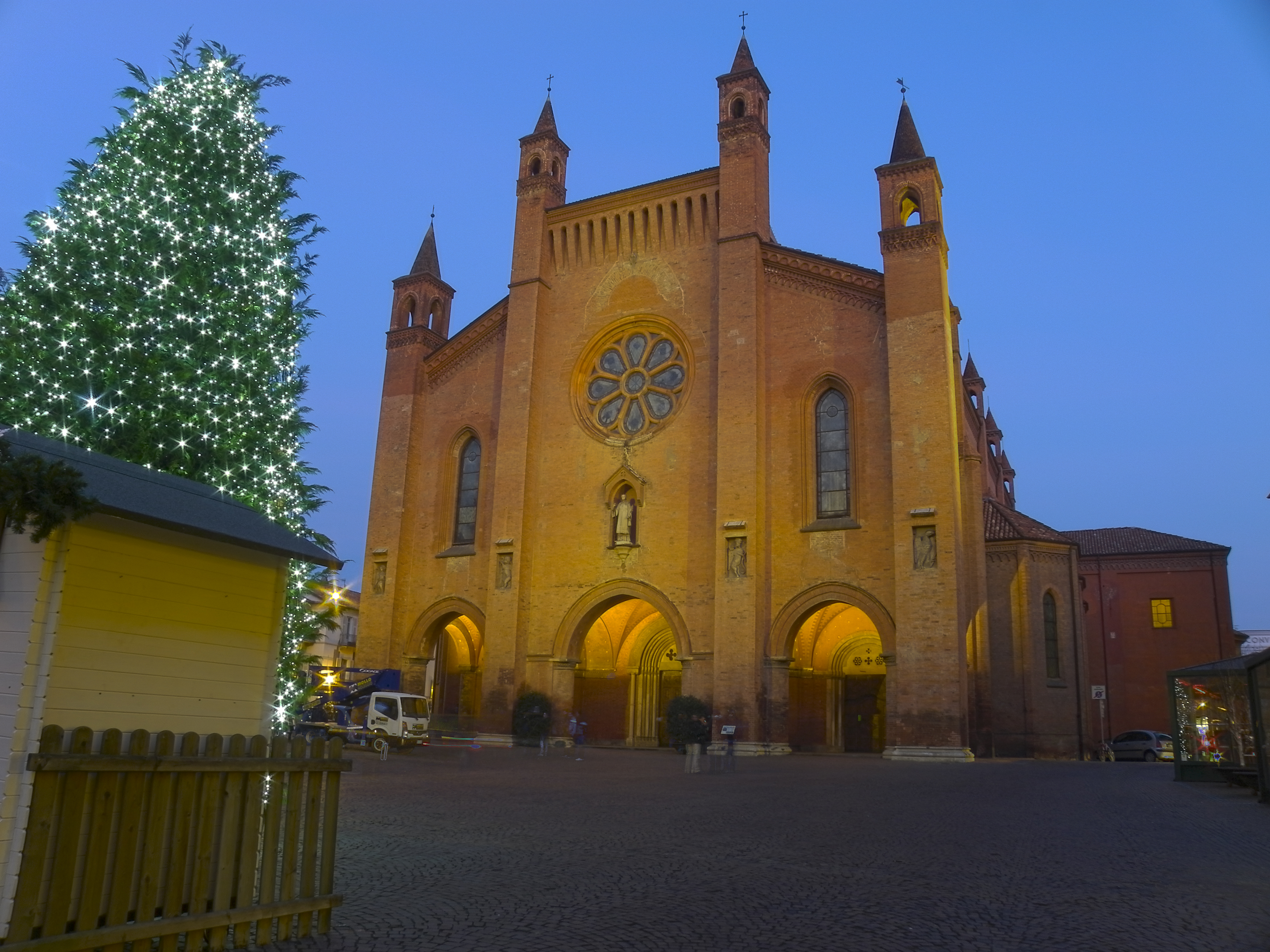
La Cattedrale di San Lorenzo.
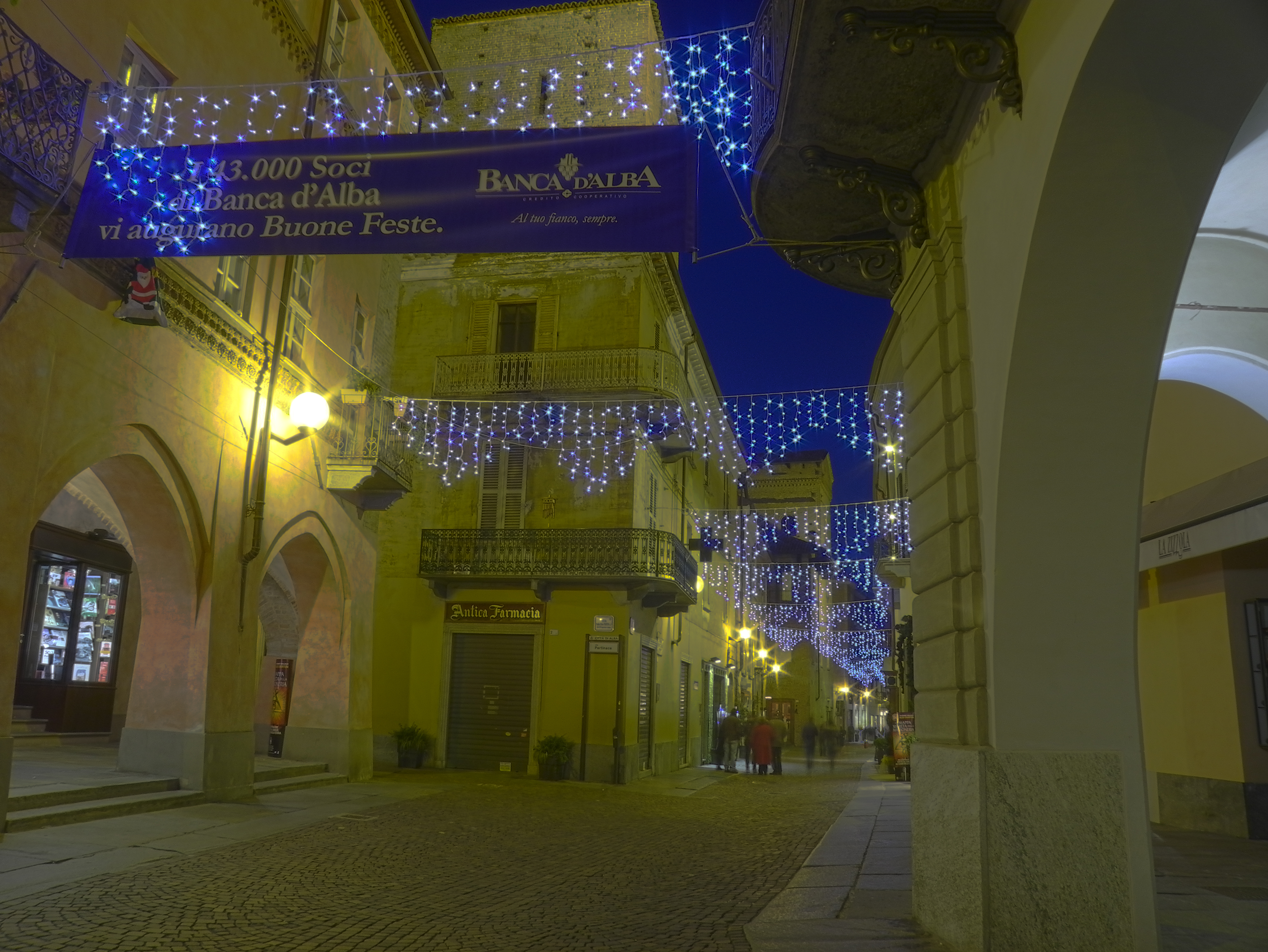
Via Cavour di notte.
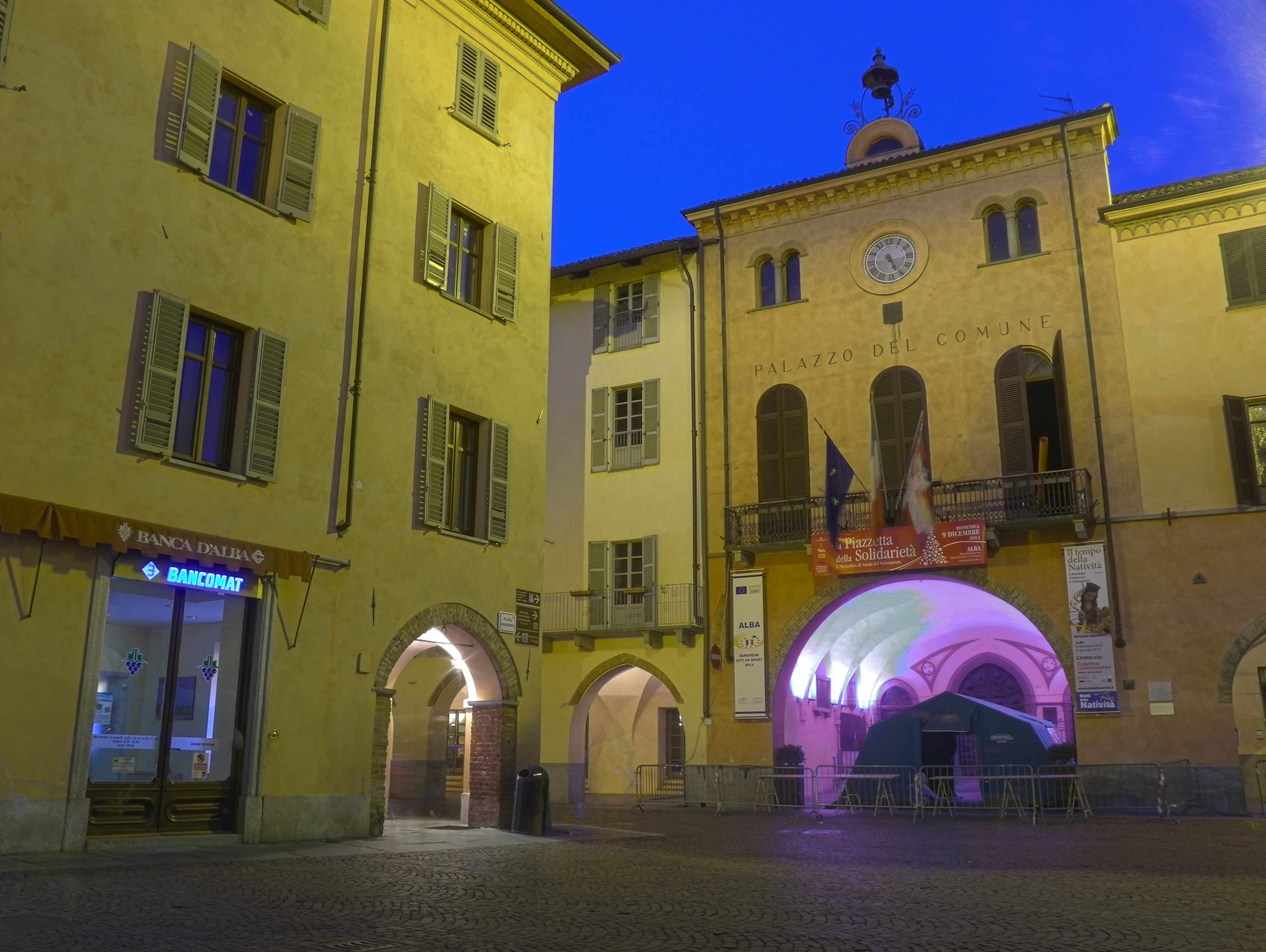
Il Municipio.
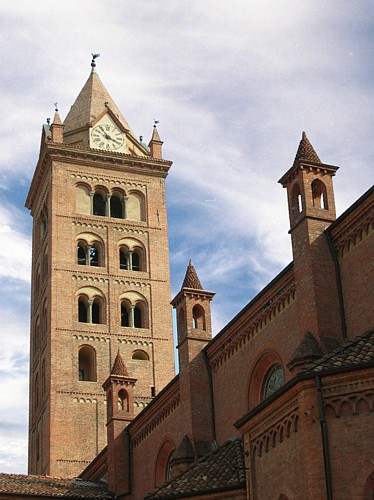
Il Duomo.
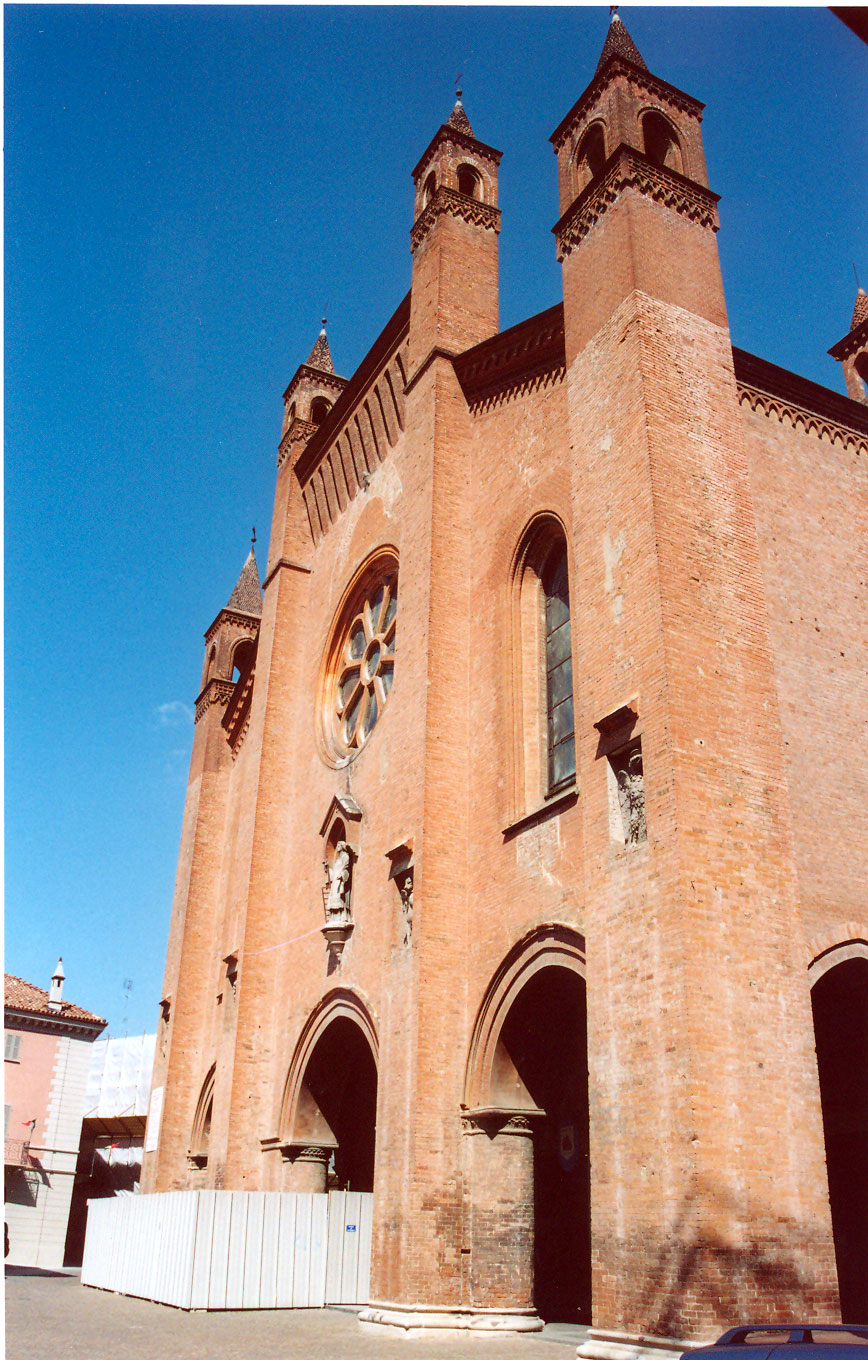
Facciata del Duomo.
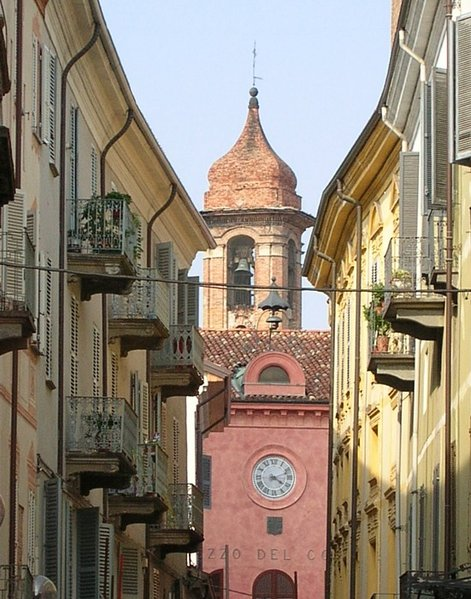
Via Vittorio Emanuele.
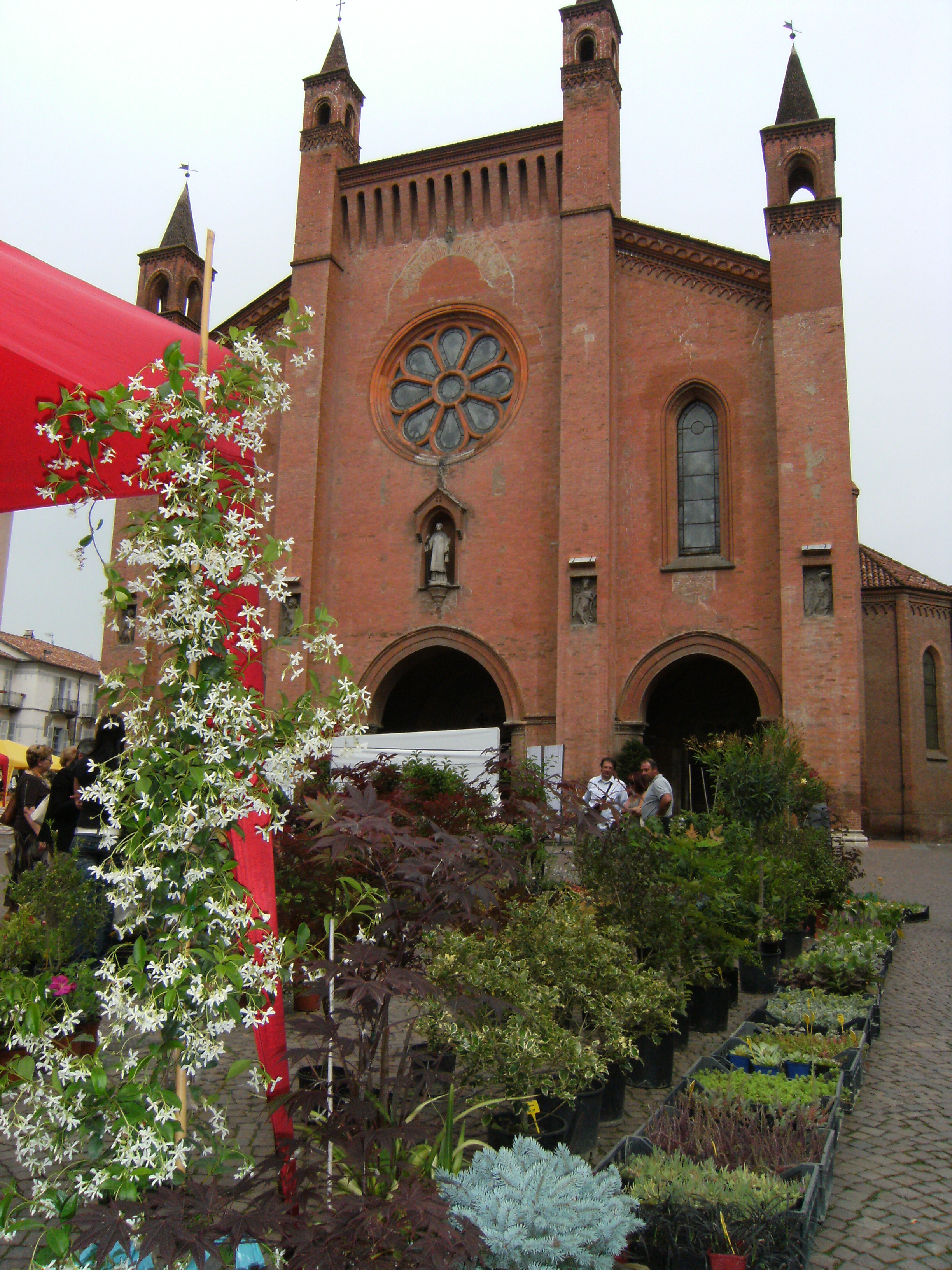
Alba, Piazza del Duomo, Feste Fiorite 2008.

### Galleria d'immagini d'epoca

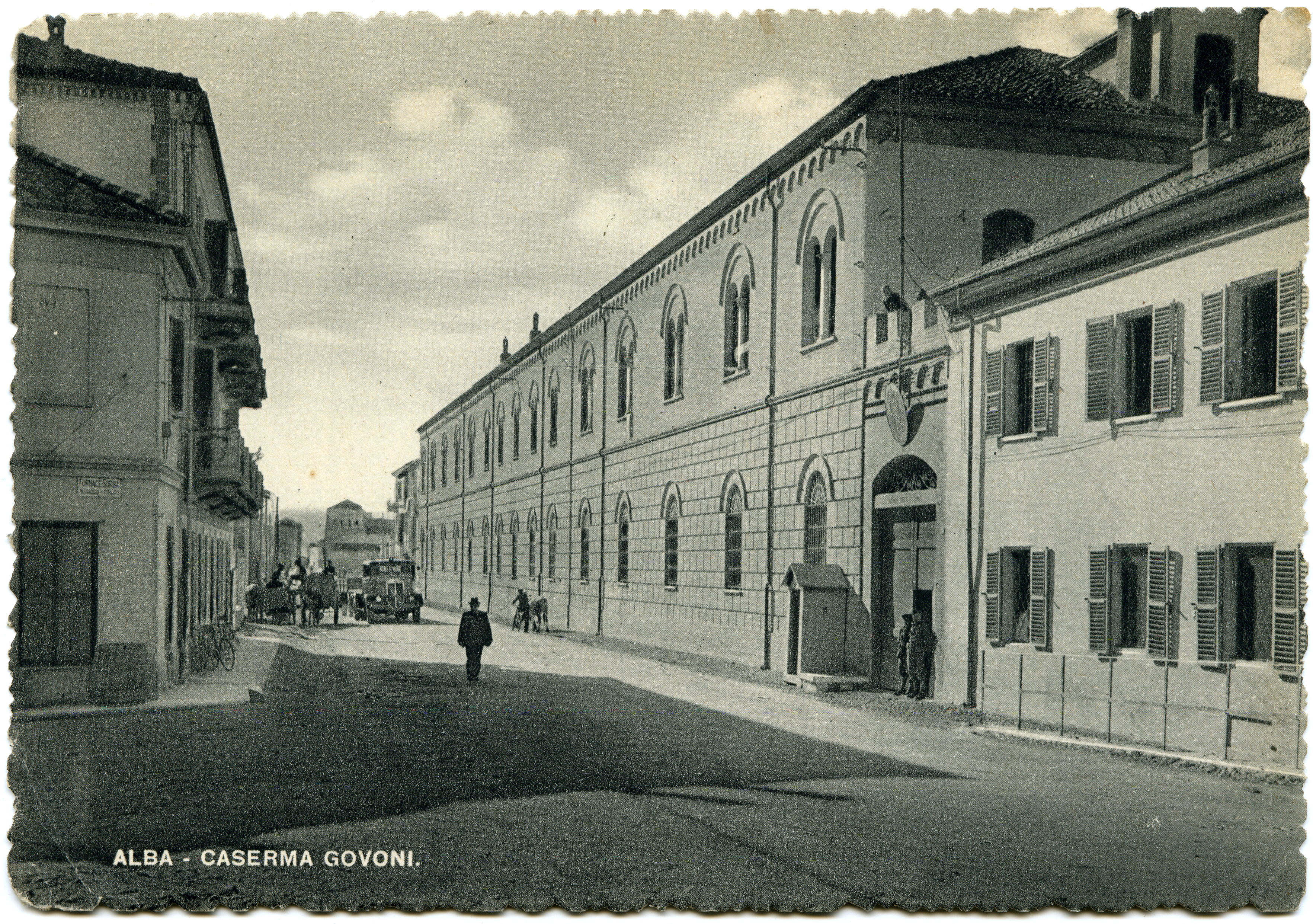
Alba - Caserma Govone - 1940.
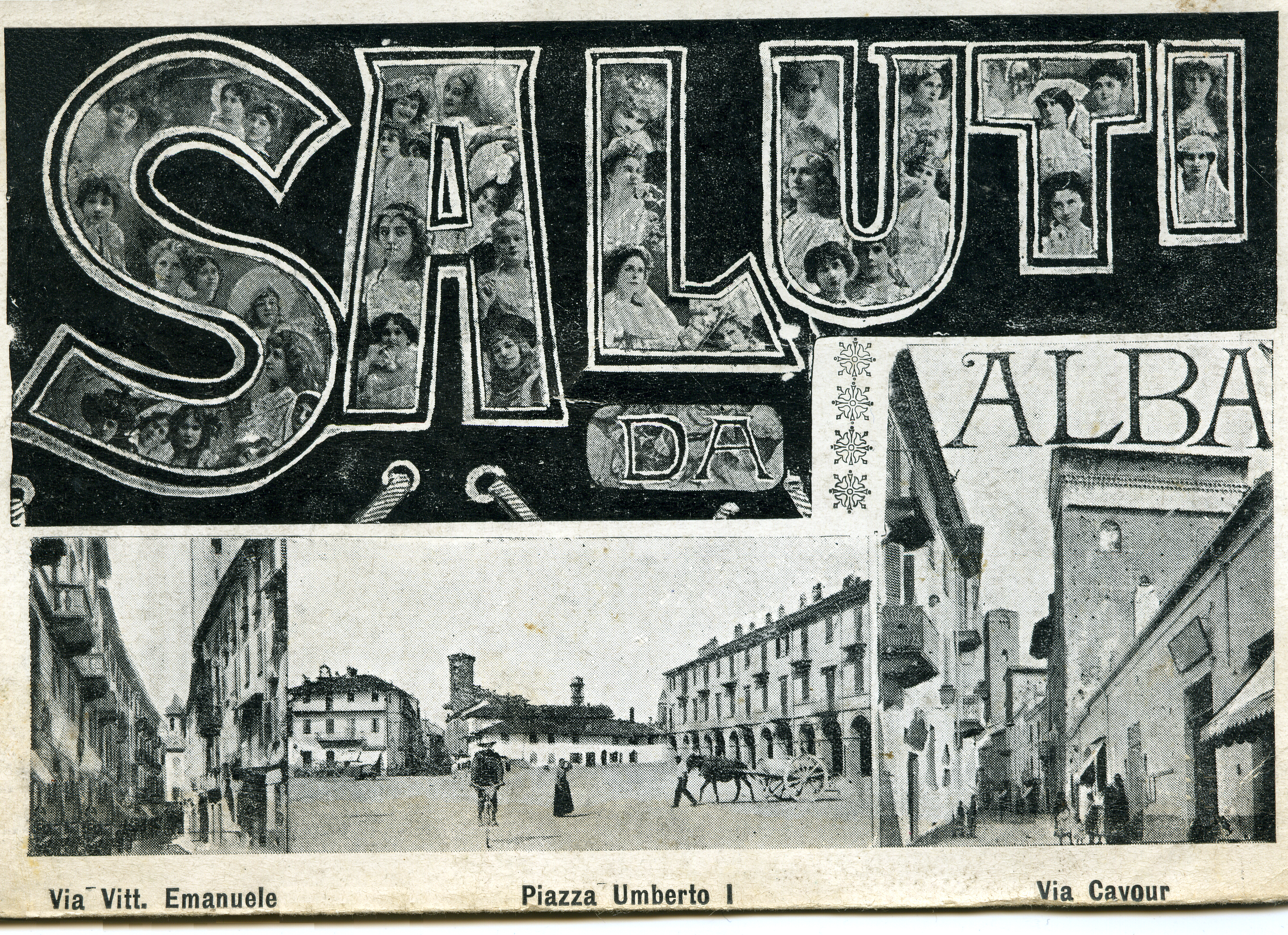
Saluti da Alba - 1900 circa.